# Mæanderbort
 For alternative betydninger, se Mæander (flertydig). (Se også artikler, som begynder med Mæander)
Mæander eller mæanderbort er en bort med en sammenhængende streg, som slynger sig rundt og frem og tilbage.

## Ornamenter som muligvis er afledt af mæander
Det er muligvis fra naturfænomenet mæander, at man har dannet et ornamentmønster, også kaldet det mæander, hvor de buede slyng er erstattet af retvinklede knæk på lige linjer. Mønstret ses på masser af keramik fra den græsk-romerske oldtid. Ofte kaldes mønstret derfor også à la grecque-bort eller mæanderbort.
Hvis man sammenligner med de keltiske spiralslyng-ornamenter, kan der dog anes en anden baggrund for mæanderborten. I så fald skal betegnelsen nok tolkes som et senere tilføjet navn for et mønster, der fandtes i forvejen, eller at floderne i oldtiden havde navn efter et mønster som alle kendte.

## Mæanderbort galleri
- Etrustisk eksempel på mæanderbort fra ca. 400 f.Kr.
- Billede af mæanderbort af en kopi af en romersk mosaik fra det 2. århundrede.
- Anchises og Aphrodite med mæanderbort for neden.

| Kunst | Spire Denne artikel om kunst er en spire som bør udbygges. Du er velkommen til at hjælpe Wikipedia ved at udvide den. |